# Ольша (Краков)

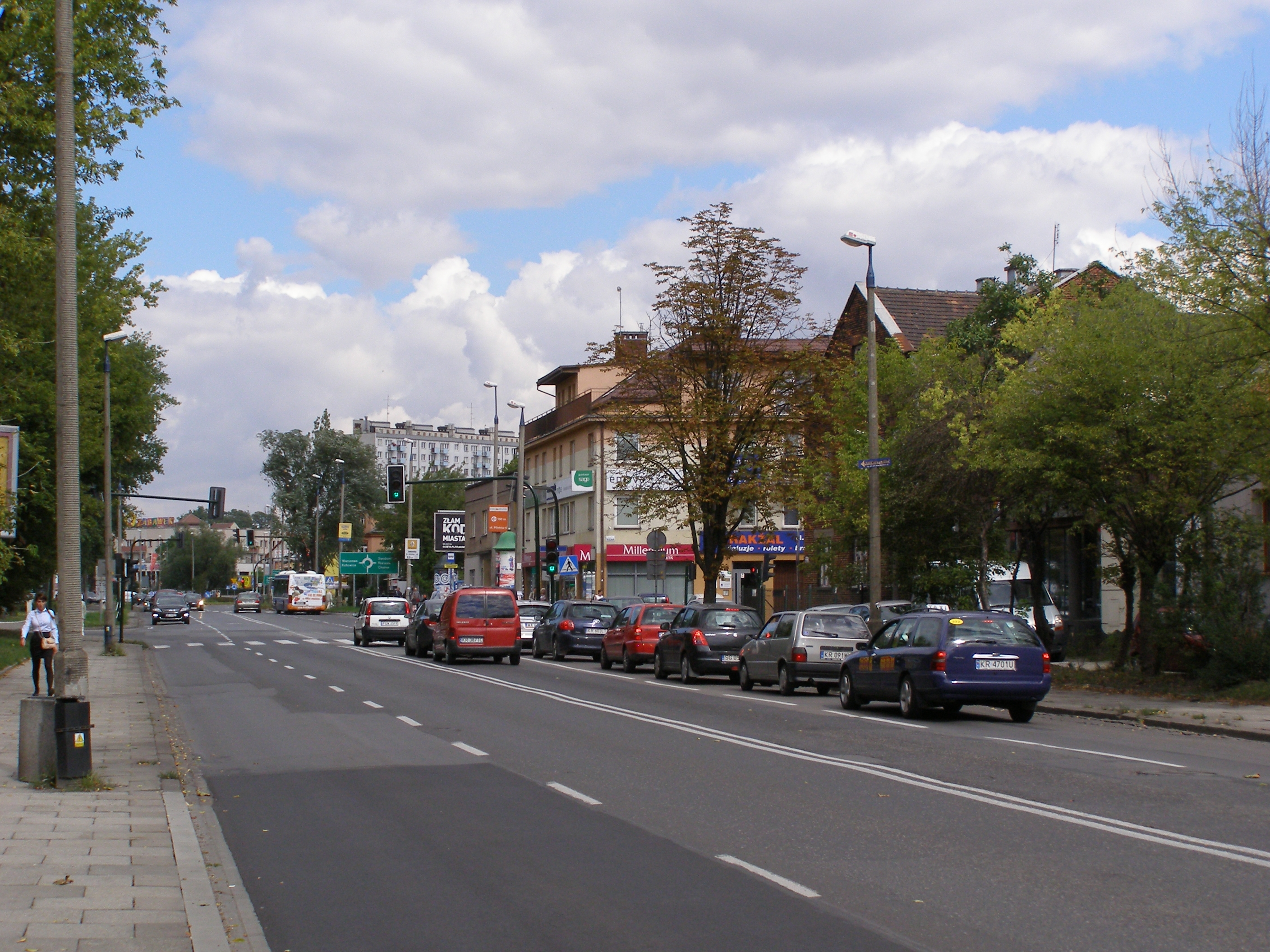
Вид района Ольша, улица Пилотов, Краков

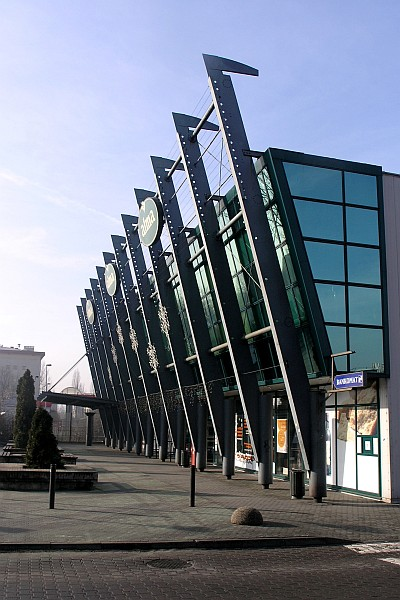
Супермаркет «Alma»

О́льша (пол. Olsza) — бывшее село, в настоящее время один из историческо-географических районов Кракова, входящий в административные городские районы Гжегужки и Прондник-Бялы.
Район расположен на северо-востоке от Старого города вдоль улиц Ольшины и Пилотов. Через район протекает река Бялуха. На юге Ольша граничит с жилым комплексом Оседле-Офицерске на линии, ограничивающей район улицей Гроховского и рекой Белуха. На западе Ольша граничит с Оседле-Варшавске улицей Гданьской и рекой Прондник. На севере Ольша граничит с оседле Ольша II линией улиц Малявского, Героев Вьетнама и Млынской. На востоке район граничит оседле Пшона, а улица Халупника отделяет Ольшу от оседле Слична.
Ольшу пересекает железнодорожная линия PLK-100 (Краков-Мыдльники — Гай), которая предназначена для товарных составов, обходящих центр Кракова

## История
Первые исторические упоминания о селе Ольша относятся к XVII веку. В то время Ольша была небольшим поселением, входящим в состав села Прондник-Червоны и её территория ограничивалась современными улицами Канонеров, Пенкна, Птася и Соколовского. В последующие века Ольша формировалась около усадьбы Потоцких. Современная застройка района была сформирована после Второй мировой войны.

## Достопримечательности
Памятники культуры Малопольского воеводства
- Усадьба Потоцких: